# ニューファンドランド・ラブラドール州首相
ニューファンドランド・ラブラドール州首相（Premier of Newfoundland and Labrador）は、カナダのニューファンドランド・ラブラドール州の州首相である。
以下の一覧では、2001年の州名の変更、および同州のカナダへの併合以前、イギリス植民地時代および自治領ニューファンドランドの時代の首相についても列挙する。

## ニューファンドランド植民地首相 (1855年–1907年)
| #  | 氏名・政党                                       | 任期                           |
| -- | ------------------------------------------------ | ------------------------------ |
| 1  | フィリップ・フランシス・リトル（自由党）         | 1855年5月7日 - 1858年          |
| 2  | ジョン・ケント（自由党）                         | 1858年 - 1861年                |
| 3  | ヒュー・ホイルズ（保守党）                       | 1861年 - 1865年4月             |
| 4  | フレデリック・カーター（無所属） 1期目           | 1865年4月 - 1870年1月          |
| 5  | チャールズ・フォックス・ベネット（アンチ連盟党） | 1874年1月31日 - 1870年1月      |
| -  | フレデリック・カーター（保守党） 2期目           | 1874年1月31日 - 1878年4月      |
| 6  | ウィリアム・ホワイトウェイ（保守党） 1期目       | 1878年 - 1885年                |
| 7  | ロバート・ソーバーン（改革党）                   | 1885年 - 1889年                |
| -  | ウィリアム・ホワイトウェイ（自由党） 2期目       | 1889年 - 1894年4月11日         |
| 8  | オーガスタス・グッドリッジ（トーリー党）         | 1894年4月11日 - 1894年12月13日 |
| 9  | ダニエル・グリーン（自由党）                     | 1894年12月13日 - 1895年2月8日  |
| -  | ウィリアム・ホワイトウェイ（自由党）             | 1895年2月8日 - 1897年10月      |
| 10 | ジェームズ・スピアマン・ウィンター（トーリー党） | 1897年10月 - 1900年3月6日      |
| 11 | ロバート・ボンド（自由党）                       | 1900年3月6日 - 1907年9月25日   |

## ニューファンドランド自治領首相 (1907年–1934年)
| # | 氏名・政党                                                 | 任期                           |
| - | ---------------------------------------------------------- | ------------------------------ |
| 1 | ロバート・ボンド（自由党）                                 | 1907年9月26日 - 1909年3月2日   |
| 2 | エドワード・パトリック・モリス（人民党）                   | 1909年3月2日 - 1917年12月31日  |
| 3 | ジョン・クロスビー（人民党）                               | 1917年12月31日 - 1918年1月5日  |
| 4 | ウィリアム・フレデリック・ロイド（自由党）                 | 1918年1月5日 - 1919年5月22日   |
| 5 | マイケル・パトリック・キャシン（人民党）                   | 1919年5月22日 - 1919年11月17日 |
| 6 | リチャード・スクワイアーズ（自由改革党）                   | 1919年11月17日 - 1923年7月24日 |
| 7 | ウィリアム・ウォーレン（自由改革党）                       | 1923年7月24日 - 1924年5月10日  |
| 8 | アルバート・ヒックマン（暫定政府）                         | 1924年5月10日 - 1924年6月9日   |
| 9 | ウォルター・スタンリー・モンロー（自由進歩党）             | 1924年6月9日 - 1928年8月       |
| 9 | フレデリック・オルダーダイス（自由保守進歩党）             | 1928年8月 - 1928年11月17日     |
| - | リチャード・スクワイアーズ（自由党）                       | 1928年11月17日 - 1932年6月     |
| - | フレデリック・オルダーダイス（ニューファンドランド連合党） | 1932年6月 - 1934年1月30日      |

## 政府委員会委員長 (1934年–1949年)
| 氏名                                 | 任期                   |
| ------------------------------------ | ---------------------- |
| デイヴィッド・マレイ・アンダーソン   | 1934年 - 1935年        |
| ハンフリー・トーマス・ウォールウィン | 1936年 - 1946年        |
| ゴードン・マクドナルド               | 1946年 - 1949年3月31日 |

## ニューファンドランド州首相 (1949年-2001年)
| # | 氏名・政党                               | 任期                           |
| - | ---------------------------------------- | ------------------------------ |
| 1 | ジョーイ・スモールウッド（自由党）       | 1949年4月1日 - 1972年1月18日   |
| 2 | フランク・ムーアズ（進歩保守党）         | 1972年1月18日 - 1979年3月26日  |
| 3 | ブライアン・ペックフォード（進歩保守党） | 1979年3月26日 - 1989年3月22日  |
| 4 | トーマス・ライダウト（進歩保守党）       | 1989年3月22日 - 1989年5月5日   |
| 5 | クライド・ウェルズ（自由党）             | 1989年5月5日 - 1996年1月26日   |
| 6 | ブライアン・トービン（自由党）           | 1996年1月26日 - 2000年10月16日 |
| 7 | ビートン・タルク（自由党）               | 2000年10月16日 - 2001年2月13日 |
| 8 | ロジャー・グライムズ（自由党）           | 2001年2月13日 - 2001年12月6日  |

## ニューファンドランド・ラブラドール州首相 (2001年-)
| #  | 氏名・政党                             | 任期                           |
| -- | -------------------------------------- | ------------------------------ |
| 8  | ロジャー・グライムズ（自由党）         | 2001年12月6日 - 2003年11月6日  |
| 9  | ダニー・ウィリアムズ（進歩保守党）     | 2003年11月6日 - 2010年12月3日  |
| 10 | キャシー・ダンダーデイル（進歩保守党） | 2010年12月3日 - 2014年1月24日  |
| 11 | トム・マーシャル（進歩保守党）         | 2014年1月24日 - 2014年9月26日  |
| 12 | ポール・デイヴィス（進歩保守党）       | 2014年9月26日 - 2015年12月14日 |
| 13 | ドワイト・ボール（自由党）             | 2015年12月14日 - 2020年8月19日 |
| 14 | アンドリュー・ヒューレイ（自由党）     | 2020年8月19日 - 2025年5月9日   |
| 15 | ジョン・ホーガン（自由党）             | 2025年5月9日 - （現職）        |